# Achim Heine
Achim Heine (* 11. Juni 1955) ist ein deutscher Produktdesigner und Professor für experimentellen Entwurf an der Universität der Künste. Er ist Mitbegründer der Designagentur Heine/Lenz/Zizka.

## Leben
Achim Heine studierte Mathematik und Physik an der Johann Wolfgang Goethe-Universität Frankfurt und Design an der Hochschule für Gestaltung Offenbach. Mit dem USC Heidelberg wurde er in der Saison 1976/77 Deutscher Meister im Basketball.
1985 startete er mit Uwe Fischer das Design-Projekt Ginbande. Die Arbeiten wurden international in Museen und Galerien ausgestellt und befinden sich zu einem großen Teil in der Sammlung des Vitra Design Museums, Weil am Rhein. Zu den experimentellen Möbelentwürfen von Ginbande zählen unter anderem Klappmöbel (1985), Tabula rasa (1987), Tabula Varia (1988), Hommage à Panton (1990), Sitzreihen (1990), Kindermöbel (1991) und der Leuchter Jehi Or (1991). Neben der experimentellen Tätigkeit gestaltete Ginbande Produkte unter anderem für Vitra (Nexus Tischsystem, 1990), Serien Raumleuchten (Take Five, 1992), den Tapetenhersteller Rasch (B100, 1992) oder den Schweizer Möbelhersteller Wogg (Wogg 16, 1995). Im Museum für Kunsthandwerk Frankfurt wurden 1995 im Rahmen der Ausstellung 13 nach Memphis Arbeiten von Ginbande ausgestellt. Im gleichen Jahr beendeten Heine und Uwe Fischer das Projekt Ginbande.
Im Jahr 1989 gründete Heine zusammen mit Michael Lenz und Peter Zizka die Designagentur HLZ. An den Standorten in Frankfurt am Main und Berlin ist HLZ im Bereich Visuelle Kommunikation und Markenentwicklung tätig und arbeitet für zahlreiche Kulturinstitutionen wie die Hamburger Kunsthalle oder das Deutsche Museum sowie mittelständische Unternehmen wie Viessmann, T+A Elektroakustik oder die Leica Camera AG. 
Als Produktdesigner gestaltete Heine für Leica zahlreiche analoge und digitale Kameras unter anderem die Leica C1, C2 und C3, die Leica CM und CM Zoom, die Leica Digilux 1 und 2 und die Leica D-Lux 1 sowie die Fernglas-Serie Ultravid. Auch die 2018 vorgestellte Uhrenkollektion von Leica mit den Modellen ZM 1 und ZM 2 (Vormals L1 und L2) wurde von ihm gestaltet. Im Bereich des experimentellen Designs entwickelte Heine unter anderem die Möbelinstallationen Fata Morgana (1995), die sich in der Sammlung des Vitra Design Museums befindet und das Doppelzimmer (2004).
2010 beteiligte sich Heine als Gesellschafter bei The Impossible Project an der Rettung der letzten Polaroid-Filmfabrik in Enschede, Niederlande. Er war als Chefdesigner für die Entwicklung der Marke Impossible sowie für die Konzeption und den Entwurf neuer Produkte zuständig. In dieser Zeit entstanden verschiedene Kameramodelle und das Impossible Instant Lab, welches es ermöglicht Bilder, die mit einem Smartphone aufgenommen wurden, auf Sofortbildfilm zu belichten und zu entwickeln.
Als Herausgeber widmet sich Heine ebenfalls dem Thema Fotografie. So sind zum Beispiel die Publikation Positionen der Markenkultur zur Marke Leica, die Kataloge From Polaroid to Impossible, Instant Statements sowie Bildbände über Fotografen wie Oliver Mark und Wolfgang Zurborn von ihm initiiert und herausgegeben worden.
Heine erhielt zahlreiche Preise und Auszeichnungen unter anderem beim Deutschen Preis für Kommunikationsdesign, dem Type Directors Club New York, Gold- und Silbermedaillen beim iF Design Award, Medaillen und Auszeichnungen bei Art Directors Club sowie den Grand Prix des DDC.
Seit 1993 lehrt Heine als Professor für experimentellen Entwurf an der Universität der Künste Berlin. Verschiedene Forschungsprojekte hat er im Rahmen von Kooperationen mit anderen Universitäten und Unternehmen durchgeführt.